# سیارک ۷۳۸۶
سیارک ۷۳۸۶ (به انگلیسی: 7386 Paulpellas، نامگذاری:1981WM) هفت هزار و سیصد و هشتاد و ششمین سیارک کشف شده‌است که در ۲۵ نوامبر ۱۹۸۱ کشف شد.
قدر مطلق سیارک برابر ۱۳٫۶۰ است.